# Robert Gehbauer
Robert Gehbauer (* 7. Juli 1987) ist ein österreichischer Triathlet und Mountainbiker. Er ist Junioren-Weltmeister Mountainbike (2005) und Wintertriathlon (2006).

## Werdegang
2005 wurde Robert Gehbauer Junioren-Weltmeister Mountainbike (30,15 km). 2006 wurde er Junioren-Europa- und Weltmeister Wintertriathlon.
2018 wurde Gehbauer Vize-Staatsmeister Wintertriathlon und im Februar 2019 belegte er in Italien als bester Österreicher den 14. Rang bei der Weltmeisterschaft Wintertriathlon (8 km Laufen, 12 km MTB und 10,5 km Skilanglauf).
Bei der Weltmeisterschaft Wintertriathlon belegte er im Februar 2020 in Italien den achten Rang. Im März 2021 wurde der 33-Jährige nach 2019 zum zweiten Mal österreichischer Staatsmeister Wintertriathlon.
Robert Gehbauer lebt in Drobollach. Auch sein jüngerer Bruder Alexander (* 1990) ist als Mountainbiker aktiv.

## Sportliche Erfolge
| Datum/Jahr   | Rang | Wettbewerb                                            | Austragungsort | Zeit     | Bemerkung |
| ------------ | ---- | ----------------------------------------------------- | -------------- | -------- | --- |
| 6. März 2021 | 1    | ÖTRV Staatsmeisterschaft Wintertriathlon              | Villach        | 01:29:39 | |
| 7. Feb. 2020 | 8    | ITU Winter Triathlon World Championships              | Asiago         | 01:20:03 | Weltmeisterschaft Wintertriathlon                                                                                    |
| 2. März 2019 | 1    | ÖTRV Staatsmeisterschaft Wintertriathlon              | Villach        |          | |
| 9. Feb. 2019 | 14   | ITU Winter Triathlon World Championships              | Asiago         | 01:32:33 | 8 km Laufen, 12 km MTB und 10,5 km Skilanglauf                                                                       |
| 3. März 2018 | 2    | ÖTRV Staatsmeisterschaft Wintertriathlon              | Villach        | 01:32:02 | Vize-Staatsmeister Wintertriathlon (7 km Crosslauf, 12 km Mountainbike und 10 km Langlauf) hinter Silvio Wieltschnig |
| 1. Feb. 2008 | 1    | ETU Winter Triathlon European Championship Junior Men | Schilpario     | 00:57:48 | Junioren-Europameister Wintertriathlon                                                                               |

| Datum/Jahr    | Rang | Wettbewerb                               | Austragungsort | Zeit     | Bemerkung                                    |
| ------------- | ---- | ---------------------------------------- | -------------- | -------- | -------------------------------------------- |
| 28. Aug. 2005 | 1    | Mountainbike-Weltmeisterschaften 2005    | Livigno        | 01:38:45 | Junioren-Weltmeister Mountainbike (30,15 km) |
| 2005          | 3    | Österreichische Meisterschaft Cyclocross | Osterreich     |          | hinter Peter Presslauer und Martin Hämmerle  |

(DNF – Did Not Finish)